# Mesoleius intermedius
Mesoleius intermedius là một loài tò vò trong họ Ichneumonidae.